# Председнички избори у САД 1924.
Председнички избори у САД 1924. су били 35. председнички избори по редоследу, и одржани су у уторак 4. новембра. У изборима са 3 главна кандидата актуелни председник Калвин Кулиџ је успео да освоји свој први пун председнички мандат.
Кулиџ је био потпредседник за време председника Ворена Хардинга, и преузео је дужности председника након Хардингове смрти 1923. Добио је заслуге за јаку економију, и за миран период у спољној политици, па је зато лако добио номинацију Републиканске странке за пун мандат. Демократска странка је номиновала бившег конгресмена и амбасадора у Уједињеном Краљевству Џона В. Дејвиса, као компромисног кандидата након што су у прелиминарним изборима у Демократској странци кандидати Ал Смит и Вилијам Гибс Мекаду били потпуно изједначени. Незадовољни конзерватизмом у обе партије, Напредна странка је номиновала сенатора из савезне државе Висконсин Роберта М. Ла Фолета.
Кулиџ је убедљиво победио, освојивши већину и међу бирачима, и у Изборничком колегијуму, освојивши сваку државу сем у то време традиционално Демократског Југа. За Ла Фолета је гласало 16,6% бирача, и победио је у својој матичној држави Висконсин, што му је дало 13 изборничких гласова. Дејвис је освојио најмањи проценат бирача још од 18,1% Џона К. Брекинриџа у избора у 1860. Ово су до данас (2020. година) најскорији председнички избори у којој је неки кандидат ван Демократске и Републиканске странке освојио савезну државу која није на америчком Југу. Ово су такође били избори са најмањом излазношћу од када се тај податак бележио.